# Chen Aiwen
 (mai 2025).
La mise en forme du texte ne suit pas les recommandations de Wikipédia : il faut le « wikifier ».
Les points d'amélioration suivants sont les cas les plus fréquents :
- Les titres sont pré-formatés par le logiciel. Ils ne sont ni en capitales, ni en gras.
- Le texte ne doit pas être écrit en capitales (les noms de famille non plus), ni en gras, ni en italique, ni en « petit »…
- Le gras n'est utilisé que pour surligner le titre de l'article dans l'introduction, une seule fois.
- L'italique est rarement utilisé : mots en langue étrangère, titres d'œuvres, noms de bateaux, etc.
- Les citations ne sont pas en italique mais en corps de texte normal. Elles sont entourées par des guillemets français : « et ».
- Les listes à puces sont à éviter, des paragraphes rédigés étant largement préférés. Les tableaux sont à réserver à la présentation de données structurées (résultats, etc.).
- Les appels de note de bas de page (petits chiffres en exposant, introduits par l'outil «  Source ») sont à placer entre la fin de phrase et le point final[comme ça].
- Les liens internes (vers d'autres articles de Wikipédia) sont à choisir avec parcimonie. Créez des liens vers des articles approfondissant le sujet. Les termes génériques sans rapport avec le sujet sont à éviter, ainsi que les répétitions de liens vers un même terme.
- Les liens externes sont à placer uniquement dans une section « Liens externes », à la fin de l'article. Ces liens sont à choisir avec parcimonie suivant les règles définies. Si un lien sert de source à l'article, son insertion dans le texte est à faire par les notes de bas de page.
- La présentation des références doit suivre les conventions bibliographiques. Il est recommandé d'utiliser les modèles {{Ouvrage}}, {{Chapitre}}, {{Article}}, {{Lien web}} et/ou {{Bibliographie}}. Le mode d'édition visuel peut mettre en forme automatiquement les références.
- Insérer une infobox (cadre d'informations à droite) n'est pas obligatoire pour parachever la mise en page.

Pour une aide détaillée, merci de consulter Aide:Wikification.
Si vous pensez que ces points ont été résolus, vous pouvez retirer ce bandeau et améliorer la mise en forme d'un autre article.
Chen Aiwen (陈爱文, en chinois) est un linguiste sino-français né le 10 février 1931 en Chine et mort le 30 mars 2014 à Wenzhou, en Chine. Réhabilité après avoir été classé « droitier » durant la campagne anti-droitier de 1957, il s'est spécialisé dans l'étude de la grammaire chinoise et le codage des caractères sino-goleographiques. Installé en France à partir des années 1980, il est l'auteur de plusieurs dictionnaires et ouvrages de linguistique.

## Biographie
Chen Aiwen naît dans les années 1930 en Chine. Il étudie la langue et la littérature chinoises à l'Université de Pékin (Beida) au début des années 1950, où il se lie d'amitié avec Lin Zhao et participe à la revue étudiante Guangchang durant le "Printemps de Pékin" (1957).
En 1957, lors de la campagne des Cent Fleurs, il publie des articles sur la démocratie socialiste dans Guangchang, ce qui lui vaut, comme Lin Zhao, l'étiquette de « droitier » et des séances de critique politique. Contrairement à Lin Zhao, il présente son autocritique et échappe à l'emprisonnement prolongé.

### Carrière académique et contributions
Après la Révolution culturelle et sa réhabilitation sous Deng Xiaoping dans les années 1980, Chen Aiwen se consacre à la linguistique. Ses principaux apports sont :
- une classification systématique des catégories syntaxiques du chinois moderne, qui fait autorité dans les grammaires contemporaines[3] ;
- le développement du « Biǎoxíng Mǎ », un système de codage des caractères chinois fondé sur leurs caractéristiques graphiques et phonétiques, breveté en Chine[4] ;
- la rédaction et l'édition de dictionnaires et recueils d'articles linguistiques, contribuant à la normalisation et à l'enseignement du chinois moderne.

Ses travaux sont compilés notamment dans l'ouvrage collectif Chen Aiwen yuyanxue yanjiu lunji (2021).

### Exil en France et témoignage historique
Dans les années 1980, Chen Aiwen s'installe en France pour poursuivre ses recherches en linguistique dans un cadre académique plus ouvert. Il poursuit la publication d'articles et participe à des colloques internationaux.
Parallèlement à son activité scientifique, il devient un précieux témoin du Printemps de Pékin et de la vie de Lin Zhao. Son interview dans le documentaire de Hu Jie et son témoignage auprès de l'historienne Anne Kerlan ont permis de mieux comprendre la trajectoire de la dissidente Lin Zhao.

## Publications sélectionnées
- Chen Aiwen yuyanxue yanjiu lunji (《陈爱文语言学研究论z集), 2021.
- Brevet chinois sur le système Biǎoxíng Mǎ, 199X[4].
- Articles dans des revues de linguistique sur la syntaxe chinoise moderne.